# Conte de la frustration
Pour plus de détails, voir Fiche technique et Distribution.
Conte de la Frustration est un téléfilm français réalisé par le rappeur Akhenaton en collaboration avec Didier Daarwin, celui-ci ayant déjà réalisé plusieurs clips du groupe IAM. Ce conte musical s'inspire d'un album écrit par Akhenaton durant la période d'enregistrement de son album Soldats de Fortune (2006). Le film et la bande originale traitent de la vie d'un homme qui va basculer en une nuit. Akhenaton est épaulé pour ce projet par les acteurs Nicolas Cazalé, Roschdy Zem ou encore Omar Sy en ce qui concerne le film, et de la chanteuse Amel Bent, les rappeurs Sako, Oxmo Puccino, Faf Larage ou encore Soprano et Rivka A. pour la musique. Le film a été entièrement tourné et monté à Marseille.
Il est diffusé pour la première fois le 8 août 2010 à 22h40 sur la chaîne de télévision France 2. Un album reprenant les chansons du film est sorti le 26 juillet 2010. Il sera distribué en DVD par France télévision distribution en septembre 2010.
En septembre 2010, le film a été récompensé au Festival de la fiction TV de La Rochelle dans la catégorie « Meilleure contribution technique ».

## Fiche technique
- Réalisation et scénario : Akhenaton et Didier D. Daarwin
- Décors : Serge Borgel
- Photo : Julien Meurice
- Son : Sébastien de Monchy, William Flageollet (mixage)
- Montage : Nicolas Capus
- Musique : Akhenaton
- Lyrics : Akhenaton
- Producteur : Thierry Aflalou
- Assistante de Production : Julia Minguet
- Distribution : France télévision distribution
- France :  France

- Langue : français
- Date de sortie :
  -  France : 8 août 2010

## Distribution
- Nicolas Cazalé : Daniel
- Leïla Bekhti : Safia
- Roschdy Zem : Nassim
- Omar Sy : Mo
- Fred Testot : Stef
- Marie Guillard : la fille du café
- Oxmo Puccino : François
- Jean-Marc Scoccimaro : le patron
- Oudesh Rughooputh : Apu
- Soprano : lui-même
- Akhenaton : le double "rappeur" de Daniel
- Amel Bent : le double "chanteuse" de Safia
- Faf Larage : le double "rappeur" de Nassim
- Veust Lyricist : le double "rappeur" de Mo
- Sako : le double "rappeur" de Stef
- Rivka A.
- Vendeur Rami Bachbache " dans le bar "